# Jean Thore
Jean Thore est un  médecin et un botaniste français né le 13 octobre 1762 à Montaut et mort le 27 avril 1823 à Dax.

## Biographie
Sa famille, d’origine scandinave, s’installe en Gascogne au XVIe siècle. Il étudie au collège jésuite d’Auch avant de partir, après l’obtention d’un baccalauréat d’arts, à Bordeaux pour y étudier la médecine. Outre les cours de médecine, il suit l’enseignement du botaniste François-de-Paule Latapie (1739-1823).
Il obtient son baccalauréat de médecine en 1786 et se marie en 1788 avec Françoise-Amélie Goudicheau. En 1792, il obtient sa licence de médecine, année où il part s’installer à la Teste-de-Buch où il rencontre Jean-Baptiste Bory de Saint-Vincent (1778-1846) qui s’y est réfugié pour se protéger des fureurs révolutionnaires.
À titre de médecin, Thore est réquisitionné dans le service médical des armées le 1er août 1793 et est affecté à Bayonne. Ce n’est que le 22 juillet 1795 qu’il est libéré de l’armée. Il s’installe alors à Dax. Il devient alors le protégé de Jacques-François de Borda d'Oro (1718-1804), membre influent de la bourgeoisie dacquoise. Thore, en marge de l’exercice de la médecine, donne des leçons d’histoire naturelle et compte notamment parmi ses élèves Jean Pierre Sylvestre Grateloup (1782-1862).
Il s’intéresse à la nature géologique du sol et à ses rapports avec la santé de ses habitants. Sa théorie sur la nature volcanique de la région dacquoise, soutenue par de Borda d’Oro ainsi que par Alexandre Brongniart (1770-1847), sera réfutée par Pierre Bernard Palassou (1745-1830).
Thore s’implique dans les premières vaccinations contre la variole de sa région et organise notamment ses séances de vaccinations gratuites. Borda d’Oro, chargé d’organiser en 1801 une Société d’agriculture, rassemble outre Thore, notamment Jean-Baptiste de Grateloup (1735-1817), Charles Dufour (1738-1814), Alexis Basquiat de Mugriet (1757-1844) et Jean-Baptiste Lalanne (1772-?).
Son cercle de correspondants n’est pas limitée à la région de Dax, il correspond également avec René Desfontaines (1750-1831), Christiaan Hendrik Persoon (1755-1837), Jean Louis Auguste Loiseleur-Deslongchamps (1774-1849), Augustin Pyrame de Candolle (1778-1841), Jacques Philippe Raymond Draparnaud (1772-1804), Franz Carl Mertens (1764-1831), Johann Jakob Roemer (1763-1819)...
Esprit indépendant et républicain, il n’hésite pas à faire part de son opposition aux aspects non-démocratiques des régimes en place. Ceci lui vaut, durant le règne de Louis XVIII, de nombreuses tracasseries dont une impossibilité de donner des leçons privées à partir de 1815, source principale de ses revenus. En 1819, il est contraint de quitter la ville de Dax. Il s’installe alors à Saint-Vincent-de-Xaintes. Tous ses ennuis administratifs, et la longue guerre qu’il doit mener contre l’administration, le contraignent à restreindre son activité scientifique.
Il est inhumé au cimetière Saint-Vincent à Dax.
Il dresse un herbier, conservé au musée de Borda et numérisé par les archives départementales des Landes.

## Travaux
Ses principales publications sont 
- Essai d'une chloris du département des Landes, Dax, imprimerie de Seize, 1803 ;
- Promenade sur les côtes du golfe de Gascogne : ou aperçu topographique, physique et médical des côtes occidentales de ce même golfe  (édition présentée et annotée par Jean-Jacques Taillentou), Cressé, Editions des Régionalismes, avril 2018 (1re éd. 1810), 246 p. (ISBN 978-2-84618-367-3, lire en ligne) ; [lire en ligne l'édition de 1810]
- Coup d'œil rapide sur les Landes du département de ce nom, 1812.
- Plusieurs mémoires dans le Bulletin polymatique du Muséum de Bordeaux.
- Souvenirs d'un savant français à travers un siècle 1780-1865, Science et histoire, Paris 1888, 348 p.